# Wildberg (Schesaplanagruppe)
Der Wildberg ist ein 2788 Meter hoher Berg der Schesaplanagruppe im Rätikon, einer Gebirgsgruppe der westlichen Zentralalpen im österreichischen Bundesland Vorarlberg. Zur Unterscheidung von anderen Wildbergen wird er auch als Brandner Wildberg bezeichnet. Er hat durch seine solitäre Lage am Nordrand des Brandner Gletschers eine große geografische Dominanz gegenüber seiner Umgebung. Da er von der Mannheimer Hütte aus leicht erreicht werden kann, ist er ein oft begangener Aussichtsberg. Nach Nordosten zieht sich vom Gipfel aus ein sehr ausgeprägter, etwa zweieinhalb Kilometer langer Grat. In der Literatur liegen genaue Angaben zu einer Erstbesteigung des Wildbergs im 19. Jahrhundert nicht vor.

## Umgebung
Der Wildberg gehört zur Schesaplanagruppe und liegt knapp fünf Kilometer südwestlich der Vorarlberger Gemeinde Brand. Etwa neuneinhalb Kilometer Luftlinie südsüdwestlich des Berges liegt die Graubündner Politische Gemeinde Fanas Südlich des Wildbergs erstreckt sich der größte Gletscher der Gegend, der Brandner Gletscher. Die Nordflanke des Berges fällt hinab ins Zalimtal mit den Zalimalpen. Benachbarte Berge sind im Süden, jenseits des Brandner Gletschers, die 2965 Meter hohe Schesaplana, der höchste Berg im Rätikon. Im Verlauf des Westgrats, getrennt durch eine namenlose Einsattelung auf 2625 Meter, liegt der Panüelerkopf mit 2859 Meter Höhe und nordwestlich, im Verlauf des gebogenen Nordgrates, schließlich der 2176 Meter hohe Mottakopf.

## Stützpunkte und Wege
Die Berge der Schesaplanagruppe sind wegen der leichteren Anstiege von Norden her erschlossen. Der wichtigste Stützpunkt für eine Begehung ist die Mannheimer Hütte auf 2679 Metern Höhe. Sie liegt auf dem Verbindungsgrat zwischen Panüelerkopf und Wildberg, der nur etwa eine halbe Wegstunde östlich der Hütte entfernt ist und leicht über den Westgrat bestiegen werden kann. Schwierige Kletterei im Schwierigkeitsgrad UIAA II und III dagegen erfordert der Nordgrat des Wildbergs. Dieser wird in der Regel im Rahmen einer Überschreitung vom Mottakopf her begangen. Ausgangspunkt dieser anspruchsvollen Alpintour, Erstbegehung 1886, ist das Dorf Brand. Hier muss mit einer Gehzeit von bis zu sieben Stunden gerechnet werden. Ein weiterer Stützpunkt für die Schesaplanagruppe ist auch die Oberzalimhütte (Obere Zalimalp) auf 1889 Metern Höhe, etwa 1,5 km nördlich des Wildbergs. Von hier aus kann er über den Leiberweg erreicht werden.

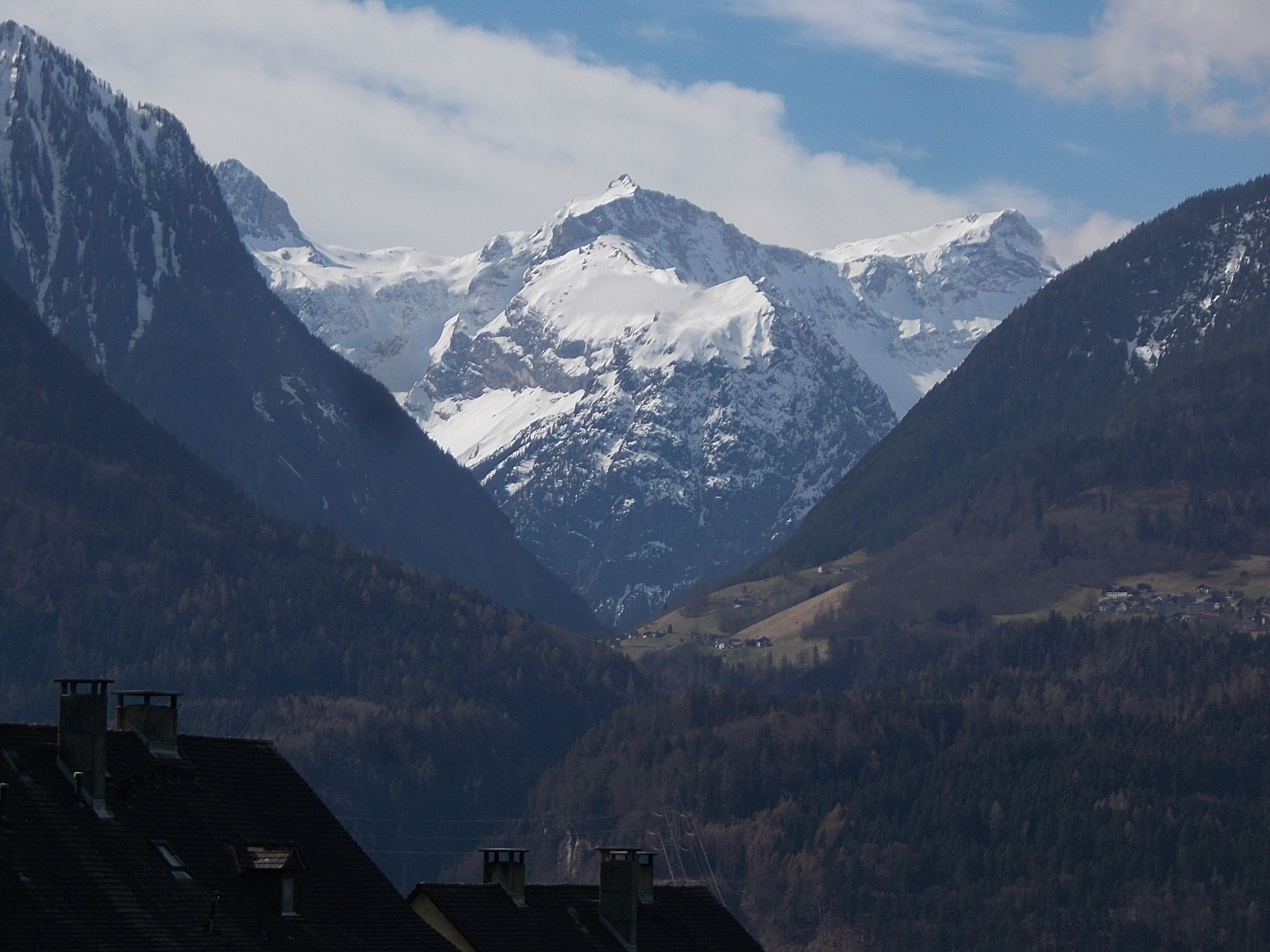
Blick von Bludenz auf den Wildberg (Mitte) nach einem Spätwintereinbruch
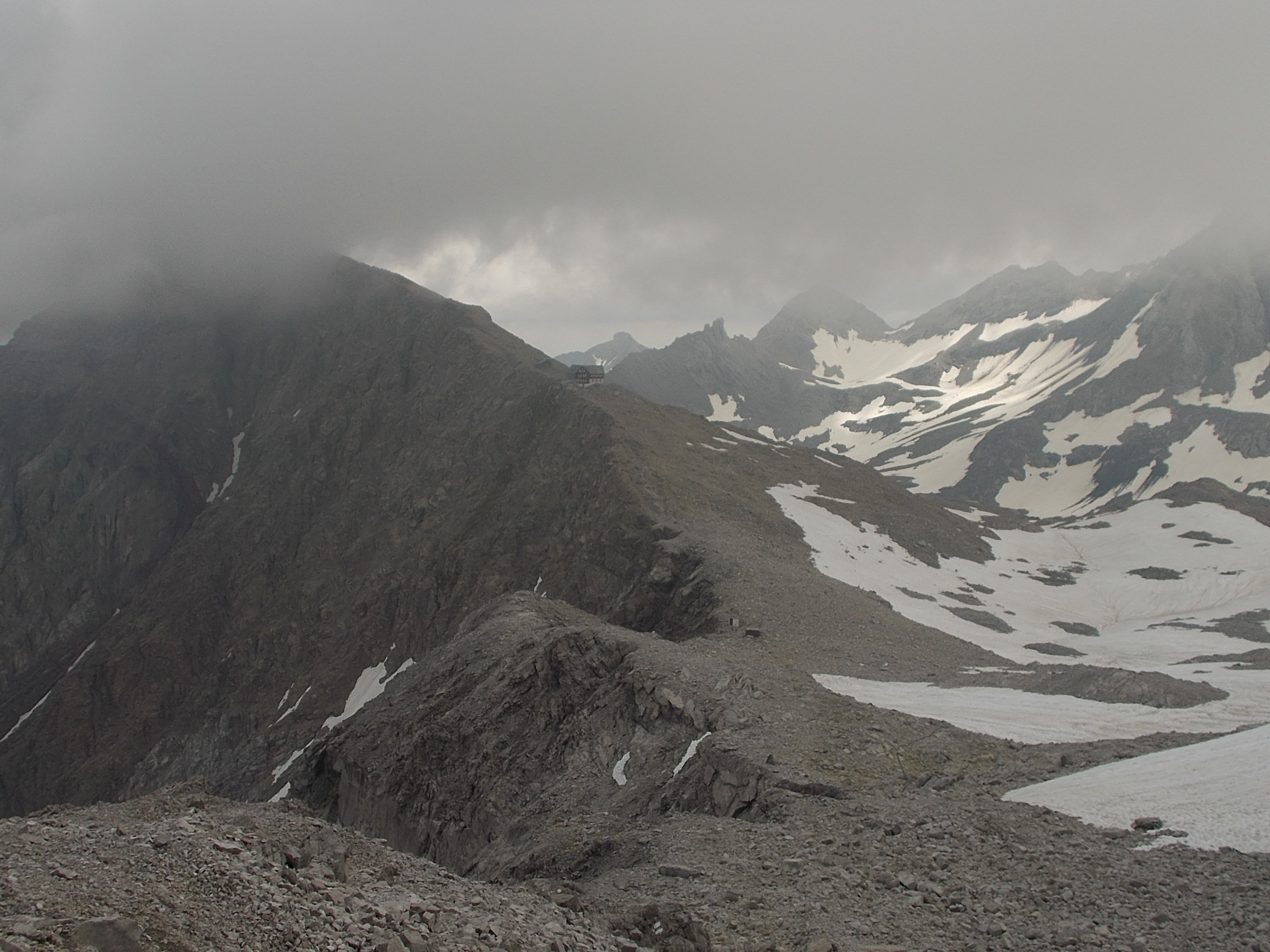
Grat zwischen Panüeler Kopf und Wildberg (in Wolken) mit Mannheimer Hütte